# عريقطة
العُرَيْقِطَات أو الخنافس الكركدّنية أو خنافس وحيدة القرن (الاسم العلمي: Dynastinae) هي فُصيلة من الخنافس يتبع فصيلة الجعليات. لها أكثر من 1500 نوعًا و 225 جنسًا.